# Hyles euphorbiae
La sfinge dell'euforbia (Hyles euphorbiae (Linnaeus, 1756)) è un lepidottero appartenente alla famiglia Sphingidae, diffuso in Eurasia e Nordafrica.
È utilizzato come agente nella lotta biologica contro l'Euphorbia esula.

## Caratteristiche
Specie simile alla Hyles gallii, con ali anteriori di 35-37 mm di lunghezza e con la presenza di macchie color verde oliva su uno sfondo grigio chiaro. Le ali posteriori si differenziano per presentare un'ampia banda rossa.
Il bruco è liscio e nero con numerosi punti bianchi.

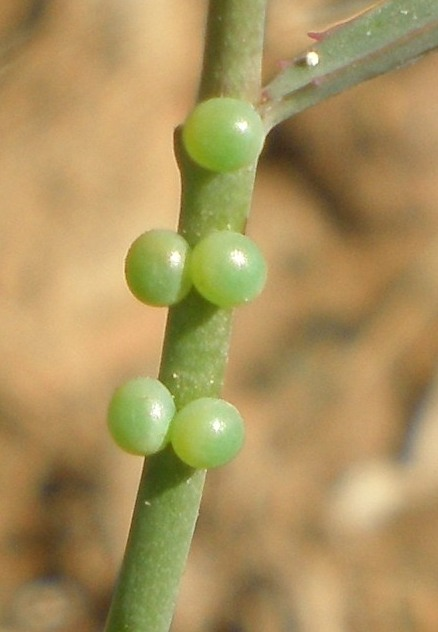
Uova
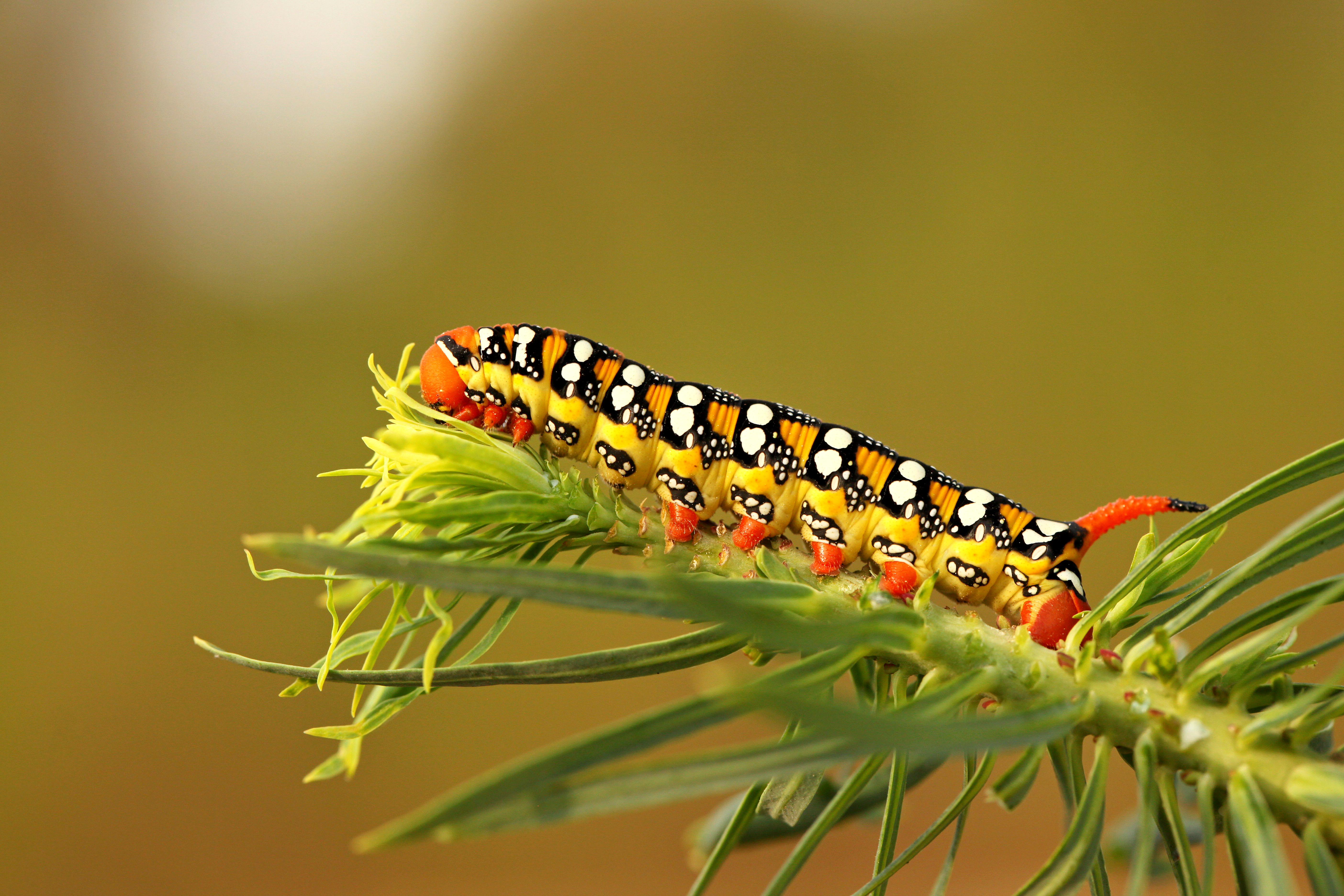
bruco di Hyles euphorbiae
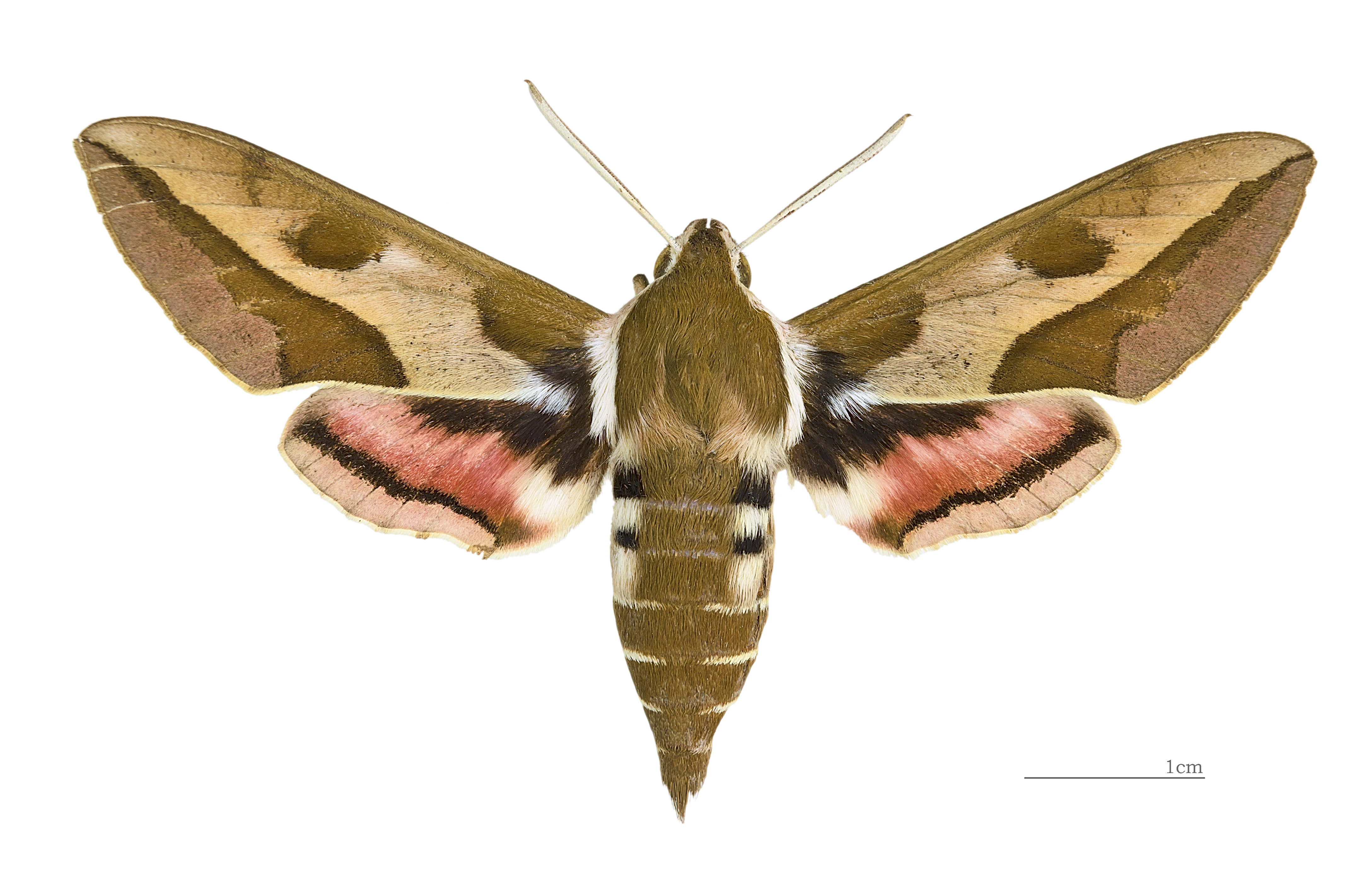
sfinge dell'euforbia♂
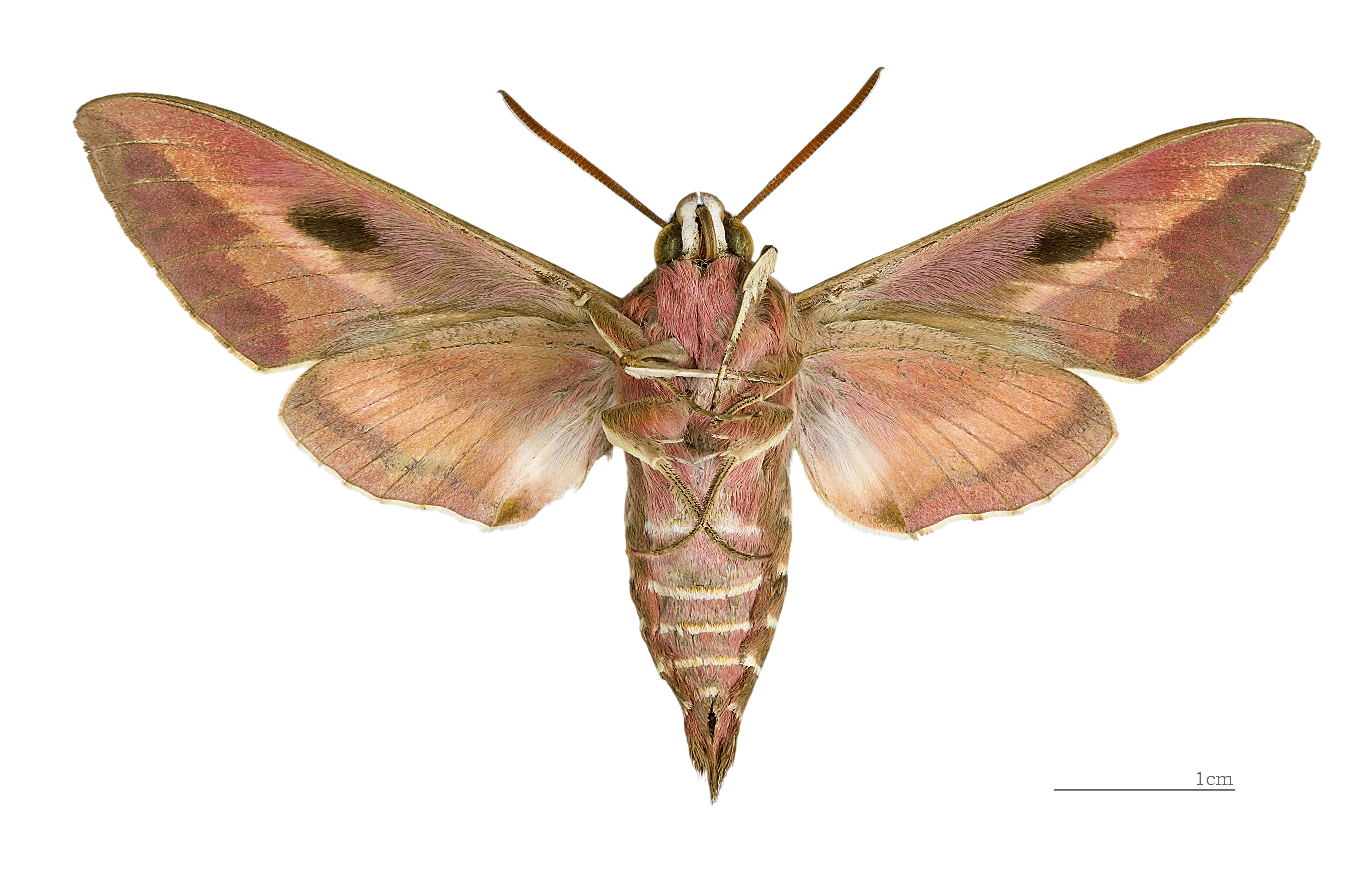
sfinge dell'euforbia♂△
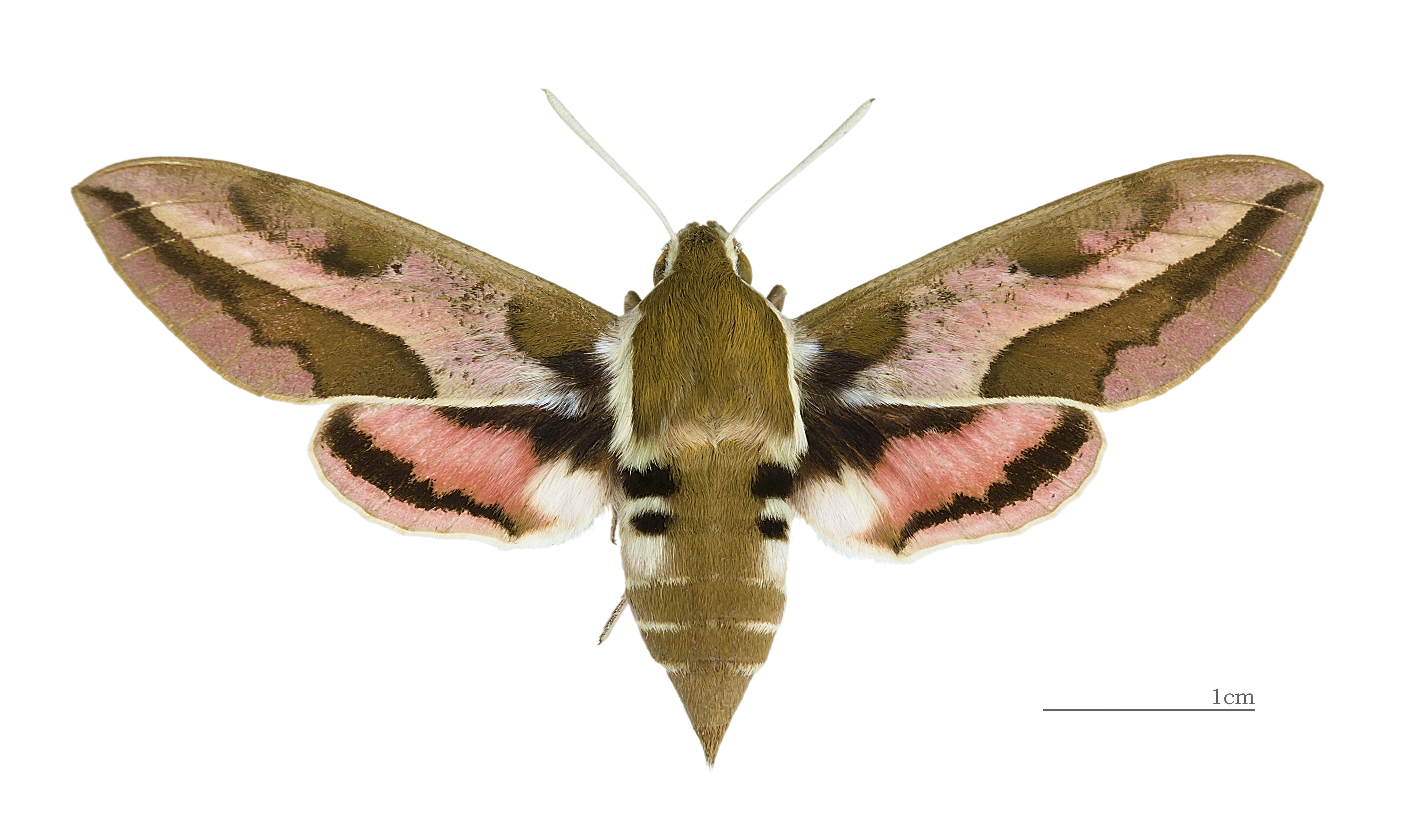
sfinge dell'euforbia♀
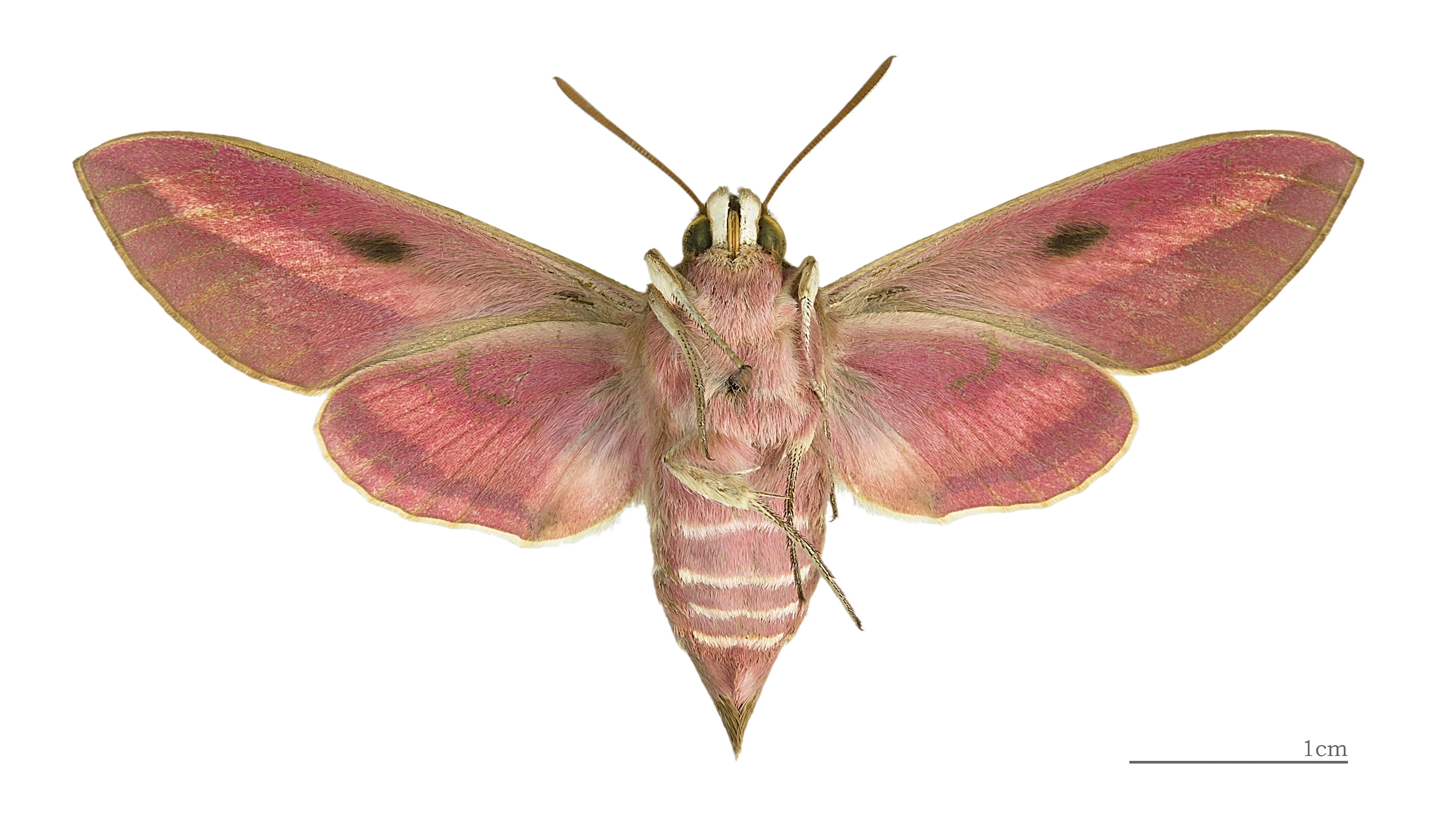
sfinge dell'euforbia♀△

## Distribuzione e habitat
È una specie tipica della regione mediterranea. Ogni anno migra verso nord, attraverso le Alpi.

## Le larve
Il bruco si sviluppa durante l'estate e, a volte, fino a ottobre, cibandosi di varie specie di euphorbia. La prima generazione inizia a volare verso la fine della primavera, la seconda, invece, per tutta l'estate.

## Sottospecie
- Hyles euphorbiae euphorbiae
- Hyles euphorbiae conspicua